# Lê Đình Chân
Lê Đình Chân là một giáo sư thực thụ tại Đại học Luật khoa Sài Gòn và là Thẩm phán Tòa Thượng Thẩm Sài Gòn trước năm 1975. Ông là một chuyên gia lớn về Công pháp-Hiến luật.
Gần đây, giới Luật học Hiến pháp phía Bắc rất hay trích dẫn tác phẩm của ông. Các tác phẩm của ông có ý nghĩa to lớn với hiến pháp học viết bằng tiếng Việt.

## Tác phẩm
- Luật Hiến pháp và các định chế chính trị, Đại học Luật khoa Sài Gòn xuất bản
- Luật HIến pháp - Khuôn mẫu Dân chủ, Đại học Luật khoa Sài Gòn xuất bản
- Tài chánh công, Đại học Luật khoa Sài Gòn xuất bản
- Từ điển Hiến luật và Dân luật, Đại học Luật khoa Sài Gòn xuất bản, viết chung với Giáo sư Vũ Văn Mẫu
- Công pháp Thâm cứu, Đại học Luật khoa Sài Gòn xuất bản